# لين لابوينت
لين لابوينت هي رسامة كندية، ولدت في 1957.